# Dalem (Zuid-Holland)
Dalem is een dorp in de Tielerwaard in de gemeente Gorinchem, in de Nederlandse provincie Zuid-Holland. Het dorp behoorde tot 1986 bij de provincie Gelderland en maakte deel uit van de voormalige gemeente Vuren. Tot 1 januari 1818 was Dalem de naam van de gemeente, die daarna Vuren heette.

## Geschiedenis
In 1254 werd Floris van Dalem door Jan van der Leede en Hugo van Arkel beleend met de heerlijkheid Dalem. In 1423 verkocht zijn nazaat heer Floris van Dalem de heerlijkheden Dalem, Schuvenoord en Staden voor 2260 kronen aan de Gelderse hertog Arnoud. Van deze ging het bezit over naar Karel van Egmont, hertog van Gelre, die Dalem eerst verpandde aan Willem van Rossum voor 300 Rijnlandse guldens.
Op 16 juni 1518, andere bronnen spreken van 1517, gaf hertog Karel, de heerlijkheid Dalem levenslang aan Christoffel, graaf van Meurs. Deze krijgsman heeft zowel bij hertog Karel, als bij keizer Karel V, in de gunst gestaan, want tot aan zijn overlijden in 1566, bleef hij heer van Dalem. In een oorkonde van 1518, wordt vermeld, dat Dalem naast een kapel nog 13 tot 18 huizen heeft. Deze huizen waren echter zo armelijk, dat er geen huur geheven werd.

### Dalem en het water
De natuurlijke ligging van Dalem, in dit laagste deel van de Tielerwaard, bracht in de loop der eeuwen geregeld wateroverlast met zich mee. De Tielerwaard diende samen met de gehele Betuwe als wateropvang ten tijde van extreem hoog water. Dit ter bescherming van de nog lager gelegen Alblasserwaard en de Vijfheerenlanden.

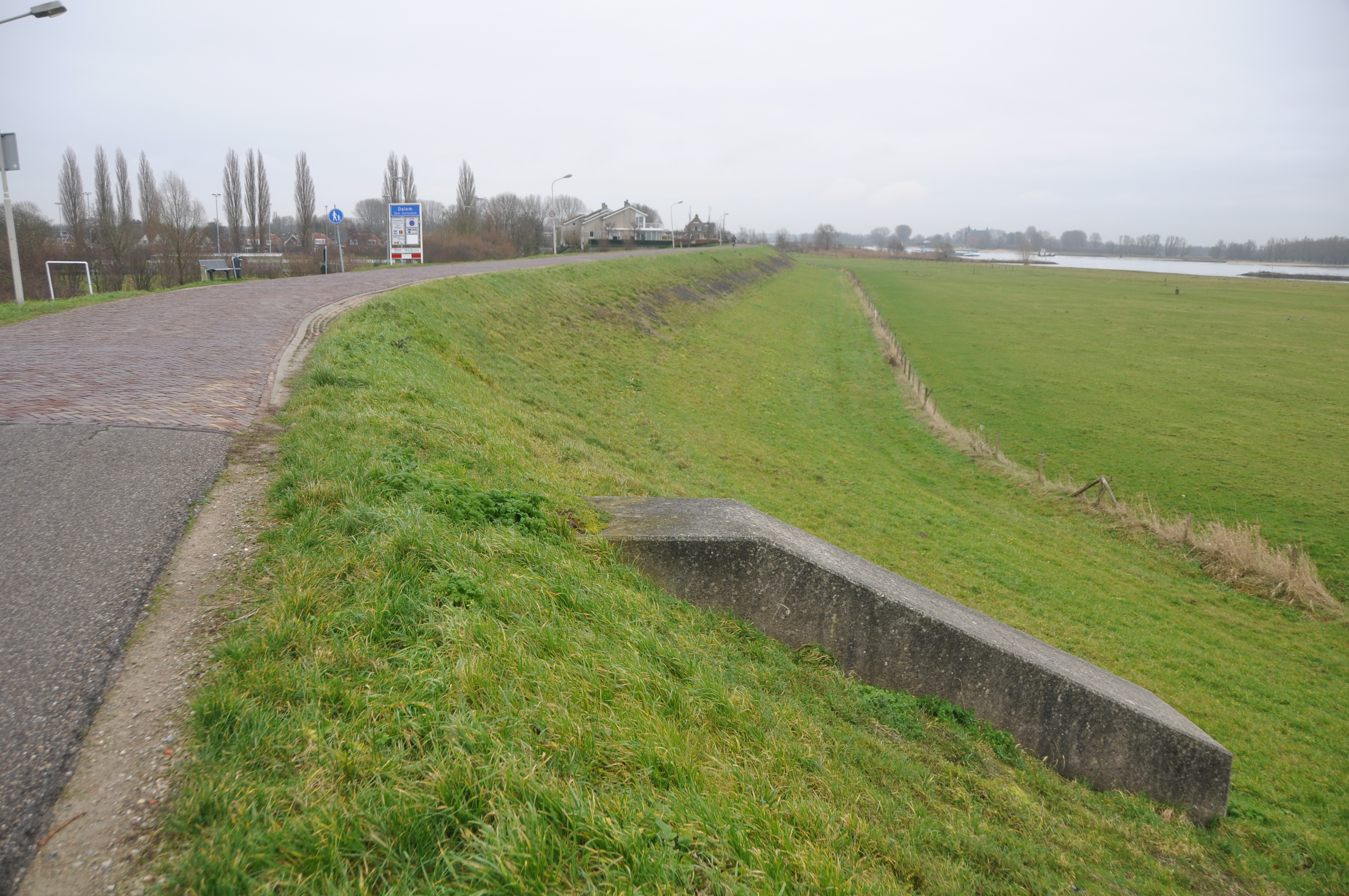
Damwand in de dijk

Laag-Dalem is het laagst gelegen gebied van de Tielerwaard, waar het rivierwater bij dijkdoorbraken naar toe zal stromen. Het ligt als het ware in een kom, helemaal als ook de dijken van de Maas het begeven. Na een overstroming kan via doorgravingen van de overlaten en door de Dalemse de-inundatiesluis dit water weer afgevoerd worden in de lagere loop van de rivier. Het is ook mogelijk door drie dijkvakken bij Dalem af te graven, om zo het water versneld te laten afvloeien. Dit is te herkennen aan de bestrate stukken dijk tussen de geasfalteerde wegvakken na de dijkverzwaringen. Wachten totdat al het water door de de-inundatiesluis was afgevoerd, zou te lang duren. In de dijk zijn damwanden aangebracht, om te voorkomen dat de gaten te ver uitslijten. Ze zijn afgedekt met betonnen balken, die aan de buitenzijde van de dijk zichtbaar zijn.
De overlaten zijn bewaard en zijn zelfs met de dijkverzwaringen van 1996 aangepast aan de nieuwe norm. Het niveauverschil met Tiel bedraagt circa 7,20 meter. Een dijkgraaf noemde in 1995, na de bijna-watersnoodramp, het onverantwoordelijk hier grootschalig huizen te bouwen. Bij een eventuele dijkdoorbraak bij Tiel wordt het toestromende water binnendijks opgevangen door de verhoogde dijken en zal de waterstand mogelijk een hoogte van 10 meter kunnen bereiken. Door de enorme waterkracht zullen veel woningen worden weggevaagd (zie hierna 1809).

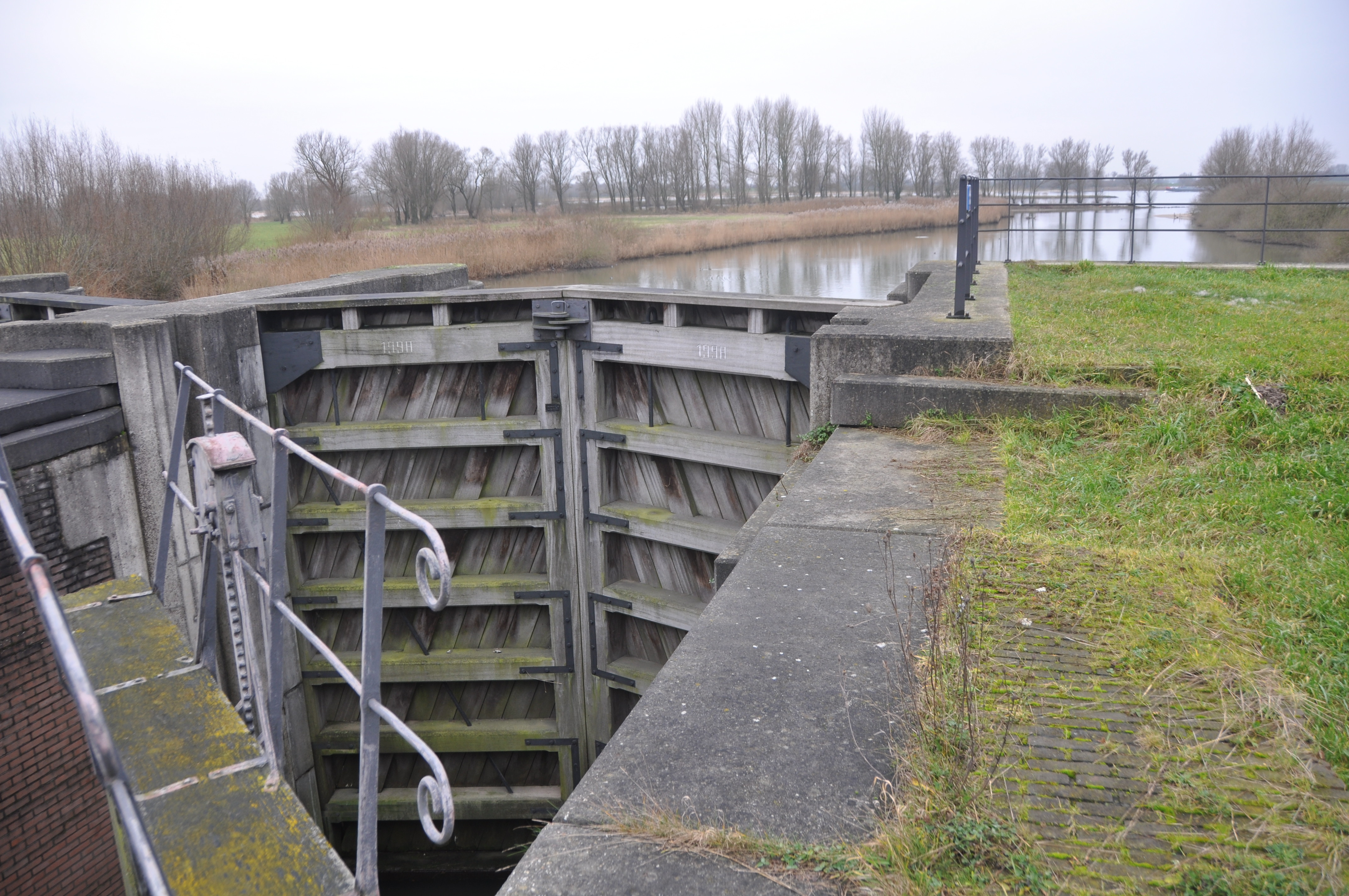
De de-inundatiesluis

De geschiedenis van de Dalemse sluis gaat zelfs terug tot 1284 toen de Heeren van de Vijf Heerenlanden besloten een dijkring om hun gebied te leggen (de Diefdijk) en ook om via een uitwateringssluis bij Dalem de mogelijkheid te hebben het overtollige water te spuien. Zoals toen gebruikelijk was, zou deze sluis geheel van hout gemaakt worden. De eerste steen voor de sluis in zijn ongeveer huidige vorm werd in 1661 gelegd. In de 13e eeuw begon men dus met dijkaanleg, voordien waren er dus geen dijkdoorbraken, omdat er geen dijken waren.
Over het fenomeen van de dijkdoorbraken in de gehele Tielerwaard kan een apart boek geschreven worden. Voor Dalem zijn de gevolgen van de dijkdoorbraken in 1726, 1728 en 1729 nog steeds te zien en de toen ontstane wielen zijn niet meer uit het landschap weg te denken. Een wiel ontstaat door het binnenkolkende water dat met ijzingwekkende snelheid de grond aan de binnenzijde van de dijk tot zeer grote diepte wegspoelt. Dieptes van 20 meter zijn geen uitzondering. De Wielen getuigen na bijna drie eeuwen nog steeds van rampspoed van verdronken mensen en dieren en het verloren gaan van huizen en bezittingen met alle gevolgen daarvan. De dijkbewoners waren over het algemeen toch al niet zo vermogend.
Dijkdoorbraken waren in die tijd meestal het gevolg van ijsdammen in de rivier, die de loop van het water versperden. De dammen werden soms zo hoog dat huizen aan de buitenkant van de dijk vernield werden.
In het jaar 1809 was er in de nacht van 14 op 15 januari een dijkdoorbraak in de Over-Betuwe en men begon op 18 januari met de werkzaamheden om in de Dalemse overlaten loosgaten te maken. Op 25 januari 1809 was er al zoveel water door de Betuwe omlaag gestroomd dat de stad Gorinchem gevaar liep. Koning Lodewijk Napoleon (het was in de Franse tijd) kwam onverwacht met zijn gevolg van uit Vianen in de stad en verbleef in de (oude) Doelen (Molenstraat). Toen hij de bedreigde plaatsen bezocht en zich met zijn rijtuig op de Dalemsedijk bevond brak een gedeelte van de dijk. De koning moest met een vaartuig weggehaald worden. Toen op 30 januari de bekisting bezweek op de Kortendijk, stroomde het water van de Linge, via de Hoogstraat en de stegen, de benedenstad in. Met veel moeite hebben soldaten en burgers de gaten kunnen dichten en de stad voor overstroming kunnen behoeden.
Ook was er een dijkdoorbraak bij Kedichem en liep de Alblasserwaard geheel onder.

### De laatste heren van Dalem
Ten gevolge van de overstromingen, ontstaan door het overlopen en doorbreken van de dijken, ontstond een troosteloze toestand in dit gedeelte van de Tielerwaard. Daar het echter aan voldoende financiële middelen ontbrak voor aanleg van zwaardere dijken, dwarskaden, zijvangen en wegen, komen Vuren en Dalem eind 17e eeuw aan het Kwartier van Nijmegen. In 1734 worden de heerlijkheden Vuren en Dalem verkocht aan Otto Roeleman Frederik graaf van Bijlandt. Zijn erfgenamen verkopen in 1771 de heerlijkheid Dalem aan Gerard Meerman (1722 – 1771, oudheidkenner, rechtsgeleerde en pensionaris van Rotterdam). Zijn zoon Johan Meerman (1753 – 1815), vrijheer van Dalem, Staden en Schumenoord, heer van Vuren, schenkt Dalem een nieuwe kerk (1801). Aan hem herinnert de "Meerman" als windvaan op het torentje. In 1822 komt de heerlijkheid in het bezit van de familie Van Viruly die tot 1895 in Vuren zijn blijven wonen. In 1836 werd door J. van Viruly de eerste steen gelegd voor een woning nabij de Nederlands Hervormde Kerk, voor de schooldienaar, met in het onderhuis een ruimte om onderwijs te geven.

### Een eerste stap naar onderwijs in Dalem
Het was echter nog 1648 toen het Hof van Gelre een uitspraak deed in een proces dat de ingezetenen van Dalem hadden aangespannen tegen hun heer en magistraat over het gebruik van bepaalde stukken grond. Aanleggers hadden geëist dat de gedaagden de percelen: de Kapelle*, het Kapellenland, groot 14 morgen**, het Vicarie- of Geestelijk land, groot 13 morgen** met vruchten en lasten ten behoeve van andere heilige doelen te zullen inruimen.
Het Hof verklaarde de aanleggers in hun eis niet ontvankelijk op voorwaarde dat de gedaagden de beroeping van een bekwaam kerk- en schooldienaar zullen bezorgen bij combinatie of anderszins over wiens onderhoud partijen zich zullen hebben te verstaan. Het heeft daarna toch nog wel even geduurd, doch waarschijnlijk werd in 1652 met de komst van de eerste predikant (Abel van Hesse, heer van Piershil) een eerste stap voor onderwijs in Vuren en Dalem gezet.
- Eeuwen geleden zou er een kapel gestaan hebben, aan de oostzijde van de Lingsesdijk, aan het begin van de bebouwing van Laag Dalem. De grond waar het hier om ging, zal mogelijk bij deze kapel hebben behoord.
- Een morgen = 600 roe, 1 roe = 14,28 m²

## Geografie
Dalem ligt aan de noordelijke oever van de Waal, op het punt waar de rivier over gaat in de Boven-Merwede. Het dorp ligt recht tegenover de vestingstad Woudrichem.

## Evenementen
Tot en met 2010 werd jaarlijks rondom de tweede week van december het evenement Dalem bij kaarslicht georganiseerd. Het hele dorp werd hierbij feestelijk verlicht.

## Sport
De plaatselijke voetbalvereniging, GJS, neemt een belangrijke plaats in.